# NGC 5164
NGC 5164 (другие обозначения — UGC 8458, MCG 9-22-63, MK 257, ZWG 271.41, KCPG 376, PGC 47124) — спиральная галактика с перемычкой (SBb) в созвездии Большая Медведица.
Этот объект входит в число перечисленных в оригинальной редакции «Нового общего каталога».
В галактике наблюдается повышенное ультрафиолетовое излучение, и потому её относят к галактикам Маркаряна. Причиной является всплеск звездообразования из-за взаимодействия с соседними галактиками.
В галактике вспыхнула сверхновая SN 2011em типа Ia, её пиковая видимая звездная величина составила 16,8.